# Meioneta zygia
Meioneta zygia là một loài nhện trong họ Linyphiidae.
Loài này thuộc chi Meioneta. Meioneta zygia được Eugen von Keyserling miêu tả năm 1886.